# شین لینچ
شین لینچ (به انگلیسی: Shane Lynch) (زاده ۳ ژوئیه ۱۹۷۶) خوانندهٔ ایرلندی است.
او عضو گروه بوی‌زون است.